# Thüringerne
Thüringerne (lat. Thuringi, T(h)ueringi eller Thoringi) var en vestgermansk stamme. Den dukkede op omkring 280 i slutningen af Folkevandringstiden i Harzen i det centrale Germanien i et område, der stadig bærer deres navn Thüringen. De udfyldte et tomrum, efter at områdets tidligere beboere – alemannerne, migrerede mod syd til det område der nu er opkaldt efter dem, Alamannen. Thüringerne kan have været rester af alemannersammenløbet eller blot en mindre stamme. Måske er de resterne af hermundurierne, hvis sidste del af navnet ("-duri") kom fra ("-thuri") og senere fået tilført endelsen "-ing", som betyder "efterkommere af ([herman]duri)". Måske er de efterkommere af den keltisk-germanske stamme Turonen.

## Politisk historie
Thüringerne skabte et rige i slutningen af det 5. århundrede. Det nåede sin største omfang i starten af det 6. århundrede, hvor det blev erobret af frankerne i 531–532. Udgravninger af thüringergravpladser har vist en kranieopbygning, som tyder på tilstedeværelse af hunner-kvinder eller slaver, måske et tegn på, at mange thüringer tog sig hunner-kvinder eller slaver i kølvandet på hunnerrigets kollaps. Der er også smykker i gravene fra ostrogotiske og langobardiske kvinder, hvilket taler for kontakter mellem disse stammer. Thüringerne blev underlagt frankiske hertuger, men de gjorde oprør og oprettede igen deres eget selvstændige rige i slutningen af det 7. århundrede under deres konge  Radulf. Mod slutningen af århundredet var dele af riget kommer under saksiske hertuger. Under Karl Martell og Sankt Bonifatius blev de ingen underlagt frankisk overherredømme og regeret af frankiske hertuger med sæde i Würzburg.
Thüringerne havde en selvstændig identitet så sent som i 785–786, da en af deres ledende mænd Hardrad ledede et afbrudt oprør mod Karl den Store. Karolingerne fik nedskrevet deres overleverede love i Lex Thuringorum, men har nok ikke gjort så meget brug af dem og fortsatte med at opkræve skatter i form af svineleveringer, antagelig en skat først indstiftet af merovingerne. I det 10. århundrede under ottonen lå thüringernes magtcentrum  i nærheden af Erfurt. Så sent som i slutningen af det 10. århundrede fortsatte tyske regenter med at opkræve  svineskatten.
I 1020'erne begyndte ærkebiskop Aribo at slå mønter i Erfurt, den ældste markedsby i Thüringen, hvorefter økonomien og i særdeleshed handel blev stærkt forøget.